# Plagiognathus fenderi
Plagiognathus fenderi är en insektsart som beskrevs av Schuh 2001. Plagiognathus fenderi ingår i släktet Plagiognathus och familjen ängsskinnbaggar. Inga underarter finns listade i Catalogue of Life.